# 倉田準二
倉田 準二（くらた じゅんじ、1930年1月18日 - 2002年1月21日）は、日本の映画監督である。神奈川県横浜市出身。日本映画監督協会所属。

## 来歴
日本大学藝術学部映画学科を1950年に卒業後、東映京都撮影所に入社。伯父の黒川渉三は東映の前身の東横映画の社長であった。製作事務係を経て助監督となり、丸根賛太郎、マキノ雅弘、内田吐夢、松田定次、佐々木康らに師事。1958年8月3日に結婚。1960年、「夜霧の長脇差」で監督デビュー。工藤栄一らとともに東映時代劇の全盛期の監督として活躍する。1960年代後半からは邦画の斜陽化によりテレビ映画に進出。『仮面の忍者 赤影』（関西テレビ）では山内鉄也と交代でメインの演出を担当した。1980年代まで時代劇を作り続けた。
2002年1月21日に肺炎の為、京都府京都市で死去(享年72歳)。

## 人物
倉田の演出術は正統派だが、特撮を駆使するなど、かなり工夫を凝らしている。
東映京都で共に助監督を務めていた平山亨の証言によれば、倉田は内容が画一的な時代劇の在り方にうんざりしており、他の監督が忌避するような忍者ものが好きであったという。また『仮面の忍者 赤影』では、当時の主流であった野田高梧の『シナリオ構造論』に基づく手法とは異なる伊上勝の脚本を東映の監督陣が貶す中、倉田は伊上の脚本には「間」があるためそれに触発されてアイデアが浮かぶと評価していた。

## 監督作品

### 映画
- 夜霧の長脇差（1961年）
- 豪快千両槍（1961年）
- 人形佐七捕物帖 恐怖の通り魔（1961年）
- 同 闇に笑う鉄仮面（1961年）
- 地獄の影法師（1962年）
- 江戸忍法帖 七つの影（1963年）
- 月影忍法帖 二十一の眼（1963年）
- 十兵衛暗殺剣（1964年）
- 大忍術映画 ワタリ（1966年）※特撮監督
- まぼろし黒頭巾 闇を飛ぶ影（1967年）
- 飛び出す冒険映画 赤影（1969年）
- 恐竜・怪鳥の伝説（1977年）

### テレビドラマ
関西テレビ
- 仮面の忍者 赤影
- 大奥（1968年版）
- あゝ忠臣蔵
- 大坂城の女
- 徳川おんな絵巻
- 江戸巷談 花の日本橋
- 忍法かげろう斬り
- 眠狂四郎
- 宮本武蔵
- お耳役秘帳
- 大奥（1983年版）

フジテレビ
- 座頭市物語
- 銭形平次

TBS
- 大岡越前
- 水戸黄門
- 江戸を斬るII

ABC
- 暗闇仕留人
- 斬り抜ける

毎日放送
- 影同心

NETテレビ→テレビ朝日
- 次郎長三国志
- 遠山の金さん
- 風鈴捕物帳
- いただき勘兵衛旅を行く